# Legende (sang)
 For alternative betydninger, se Legende. (Se også artikler, som begynder med Legende)
"Legende" er Gulddrengs 10. single, og hans tredje der ikke gik nr. 1 på hitlisterne. Sangen udkom den 1. juni 2017 og har Skinz med som featuring. 